# Restauration de mobilier

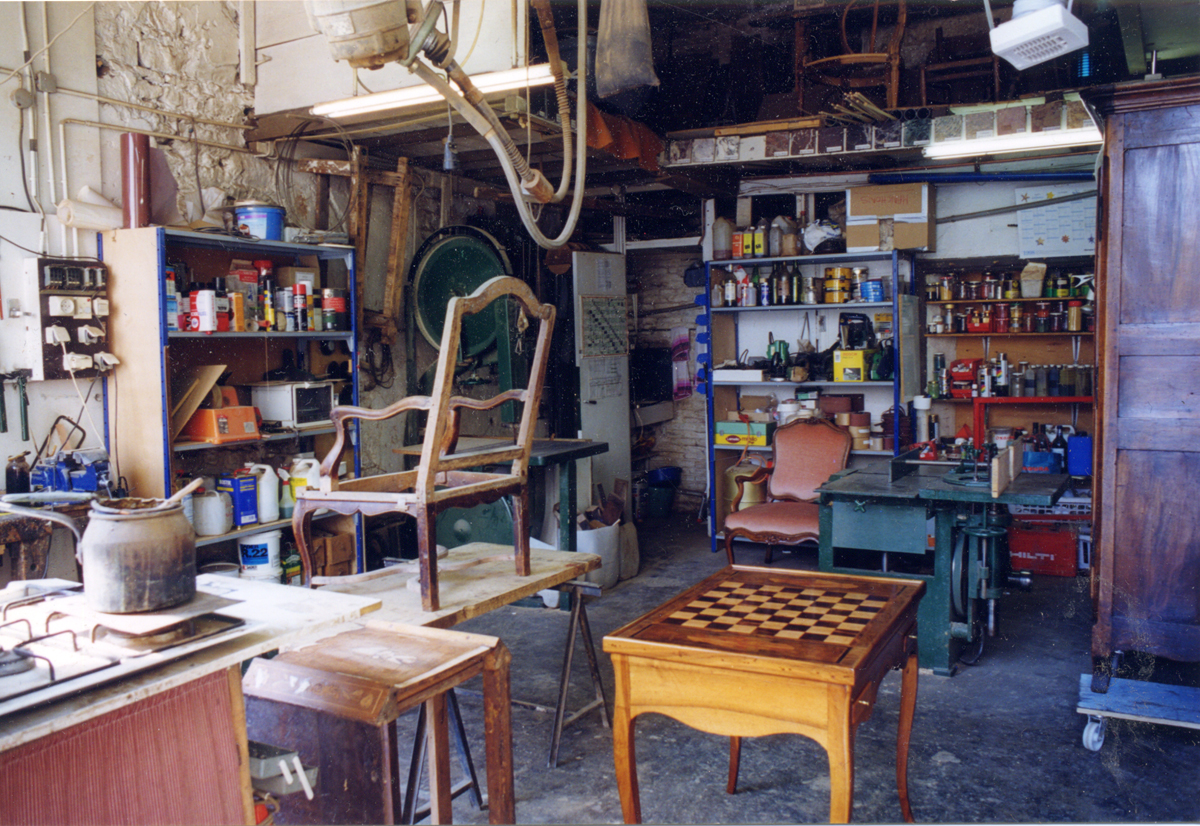
Un atelier de restauration.

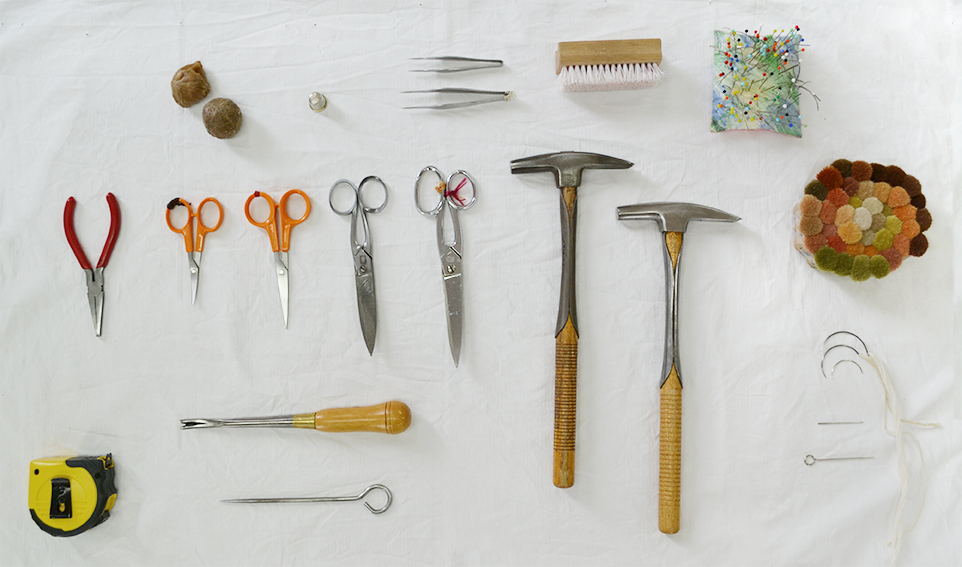
Outils de restauration de tapis au Mobilier national

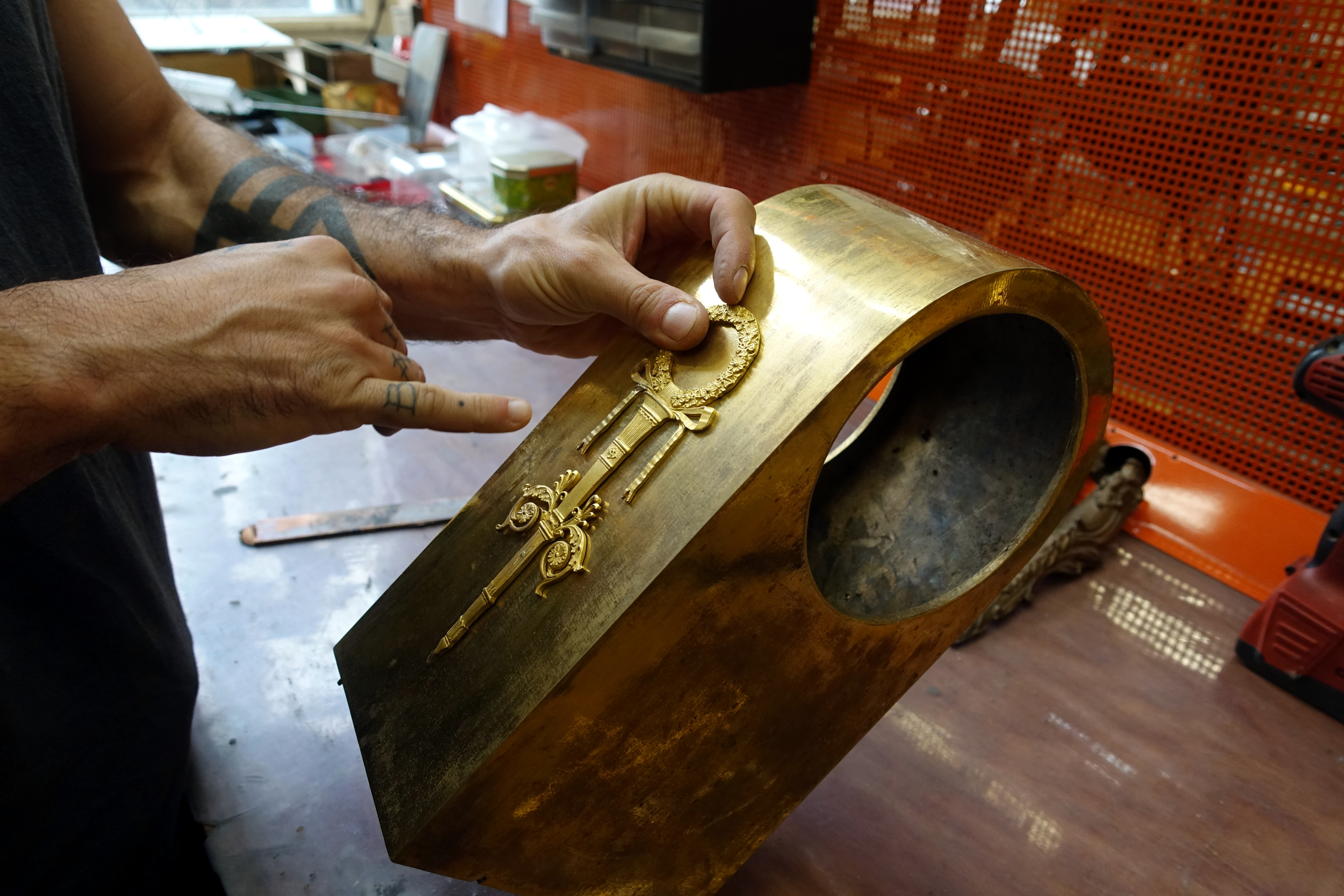
Atelier de restauration de lustrerie bronzes au Mobilier national. Restauration d'une pendule.

La restauration de mobilier est une discipline qui consiste à restaurer et réparer des meubles anciens pour leur faire retrouver leurs aspect et fonctionnalité d'origine.

## Histoire
L'origine de la restauration de mobilier est floue. On peut trouver des traces de restauration dès la période Renaissance. En France, la discipline est alors exercée par des ébénistes. Cependant, les techniques de l'époque ne sont pas déontologique et les interventions sur le sujet sont abusives, les ébénistes n'hésitant pas à refaire « en mieux » les pièces d'origines. Ainsi, l’ébéniste étant par défaut un fabricant il adaptait sa technique à l’objet ancien sans considérer ses spécificités : essences rares, placage scié, modes d’assemblage, etc. Seul est considéré le côté fonctionnel du meuble. On notera surtout ce genre d'abus au cours de la Renaissance et au XVIIe siècle.
Au XVIIe siècle  on trouve une trace objective d’ateliers de restauration de mobilier : ceux d'André-Charles Boulle au Louvre. Ces ateliers étaient attenants à ceux où se fabriquaient les fameux meubles en écaille de tortue et métaux. Les contraintes de ces matériaux étaient telles qu’il fallait les restaurer souvent dès l’origine.[réf. nécessaire]
Il faut attendre la fin du XXe siècle pour que la restauration prenne ses lettres de noblesse et acquière une spécificité et des techniques adaptées à la marqueterie : dès le début des années 1980 des publications font état de déplaquages  avec des moyens sommaires.
Une prise de conscience a petit à petit pénétré les ateliers des restaurateurs ainsi que des formations spécifiques naissaient dans ce domaine. L’IFROA puis le DMA habitat option restauration de mobilier.

## Déontologie
Le terme déontologie date de la fin du XIXe siècle. Auparavant, morale, éthique, règles, devoirs étaient une vue intellectuelle de ce qu’il fallait penser sur tel ou tel sujet. La déontologie est l’obligation de la mise en œuvre : elle est contraignante. La déontologie du restaurateur n’est pas une science exacte mais une prise de conscience que chaque professionnel doit mettre au cœur de son approche devant un objet ancien.
La déontologie se base donc sur une série de concepts facilitant cette approche respectueuse de l'objet. Plusieurs principes président à la restauration. Outre la réversibilité des interventions et la préservation de l’authenticité, la lisibilité, la compatibilité, la stabilité et l'innocuité des matériaux utilisés sont des notions importantes.

### Réversibilité
La réversibilité, c’est ne rien faire qui ne permette une intervention ultérieure ou qui rendrait celle-ci difficile ou dangereuse. Choix de l’intervention, de la méthode, des matériaux, des produits. La réversibilité concerne autant le simple collage que des modifications de structure. Concernant le collage il convient de ne pas confondre réversibilité du collage  et possibilité de démonter : un collage à la colle chaude (mélange de colle d'os et de nerf, l'un pour la solidité et l'autre pour la souplesse) est réversible alors qu'un collage à l'aide d'une colle époxy est démontable par destruction du film de résine. Le deuxième cas est la réversibilité du collage mais pas de la colle. Cela est dangereux pour l'objet car il nécessite une adjonction de chimie lourde ou de haute température.

### Préservation de l’authenticité
La préservation de l’authenticité, c’est faire le choix de l’intervention la moins perturbante pour le meuble et son histoire, ainsi que l’utilisation de colles et de matériaux (essences de bois, quincaillerie, vis, clous, etc.) semblables à ceux utilisés par l'ébéniste de l'époque.

### De l'ébéniste au restaurateur de mobilier
La restauration de mobilier fait partie d'un ensemble de métiers ayant pour but la conservation et la restauration du patrimoine et elle ne doit pas être une spécialité complètement déconnectée des autres car le restaurateur doit être le digne descendant de l'ébéniste d'antan.
L'état de la réflexion sur le statut de l’œuvre d'art et sur les méthodes et produits utilisés en restauration est beaucoup plus avancé dans le domaine, par exemple, des arts graphiques ou textiles, que dans le domaine du mobilier. Dans ces spécialités, le souci de la conservation de l'œuvre  originale dans son intégrité prend naturellement le pas sur les notions d'esthétique ou de solidité. Depuis les années 1980, cette notion de conservation a lentement progressé chez les restaurateurs de mobilier, mais elle a encore du mal à s'imposer, et le poids de la tradition artisanale ainsi que la satisfaction de la clientèle privée, qui ont par ailleurs tant contribué à la renommée des arts décoratifs français, pèsent encore lourd.

## Les causes des dégradations
On recense plusieurs types de dégradation du mobilier. Les causes sont notamment le phénomène de retrait du bois dû aux variations hygrométriques et les insectes xylophages et champignons. Les mauvais usages et les chocs sont autant d'autres facteurs dégradants.
L’excès ou le manque d’humidité dans un meuble fait gonfler ou rétrécir le bois. Tangentiellement (c'est-à-dire dans le sens de la largeur d’une planche) la possibilité de prendre de la dimension ou d’en perdre est importante. Dans le sens axial (c'est-à-dire dans le sens de la longueur d’une planche) elle sera beaucoup plus faible. C’est pourquoi les plateaux ou les côtés de meubles massifs ont des fentes qui vont en s’élargissant. Les dégâts peuvent être alors importants surtout si une marqueterie est collée dessus. Cette rétractation du substrat aura pour conséquence de fendre ou décoller le placage. À l’inverse, le gonflement aura des répercussions sur le bâti : en gonflant, les panneaux poussent toutes les parties qui encadrent le panneau : emboîtures, pieds etc.
Concernant la marqueterie Boulle (que ce soit le style Louis XIV ou le style Napoléon III), et qui emploie des métaux et des écailles de tortues de mer, le problème est accentué car les coefficients de dilatation des métaux et du bois sont extrêmement différents. De plus, lorsque la chaleur fait diminuer l’hygrométrie et donc rétrécir le bois, le métal  lui augmente en dimension. Et inversement. Donc il y a dans la marqueterie de métal sur bois un cisaillement principalement tangentiel qui agit sur le seul facteur possible : le film de colle. Quelle que soit cette colle, elle ne peut supporter longtemps ces variations dimensionnelles. Une autre conséquence de grosses variations hygrométrique est la détérioration  de la colle chaude. Celle-ci a tendance à la dessiccation à se déliter. À ce stade, les placages ne tiennent plus et « cloquent »

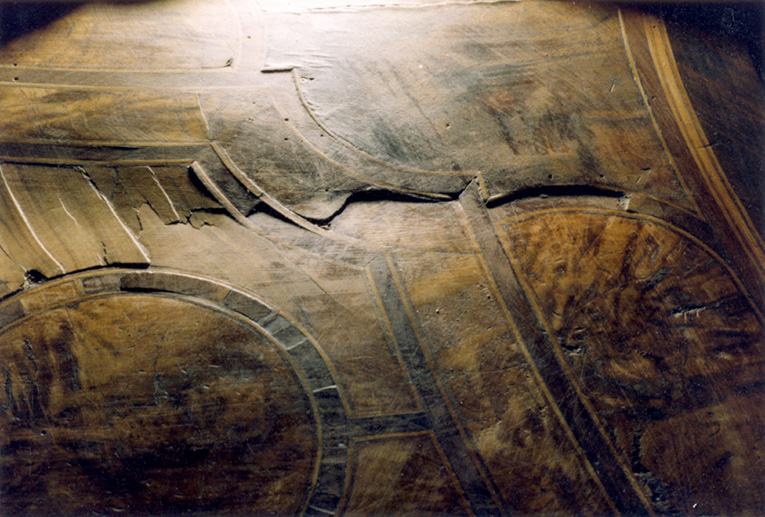
Placage déformé et fracturé par la déformation du massif support.
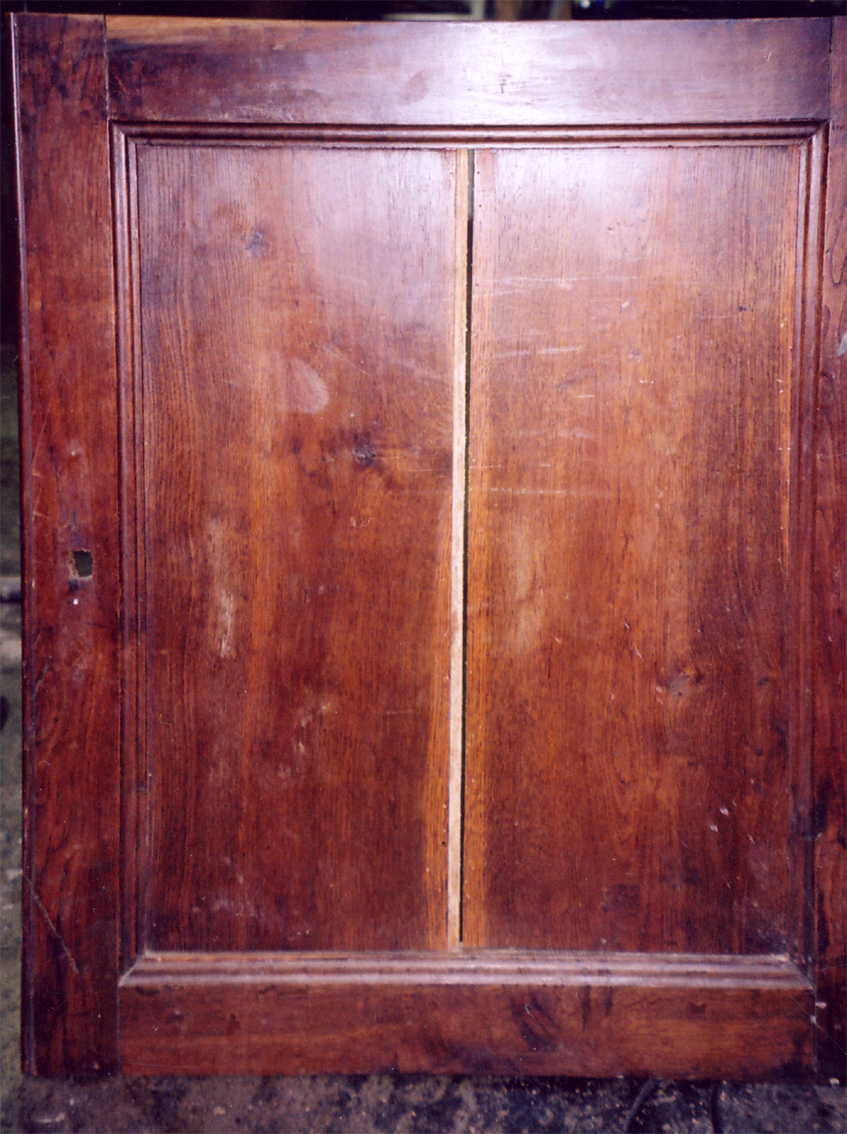
Rétractation tangentielle d'un panneau de porte.

Les insectes xylophages peuvent provoquer des dégâts importants dans le mobilier. Souvent inaudibles, notamment le lyctus petit coléoptère, ces insectes creusent des trous dans le bois. Seuls de minuscules tas de sciure très fine dénoncent l'activité de ces insectes ravageurs. les vrillettes et capricornes émettent un petit bruissement caractéristique. Le traitement existe par des produits chimiques (de moins en moins efficaces du fait de la législation contre les produits potentiellement dangereux et non écologiques) qui peuvent être utilisés soit par seringues (fastidieux et peu efficace) soit au pinceau sur les parties n’ayant pas de finition cirée ou vernie, ces produits contenant des solvants. Les attaques produisent la fragilité des structures et à long terme les meubles peuvent s’affaisser sous leur poids. Une croyance dit que les meubles marquetés sont moins infectés. En réalité, c’est simplement que les insectes ne peuvent traverser le film de colle et un bois plus dur.
Le principal champignon s'attaquant au bois est la mérule des maisons. Ce champignon se développe sous forme de coussinet, feutrage blanc ou cotonneux. Les facteurs du développement de celui-ci sont un fort taux d'humidité, une atmosphère confinée, l'obscurité et la présence de vapeurs ammoniacales. On compte aussi la poria, la pourriture blanche et les champignons bleuissant comme champignons altérant le bois.

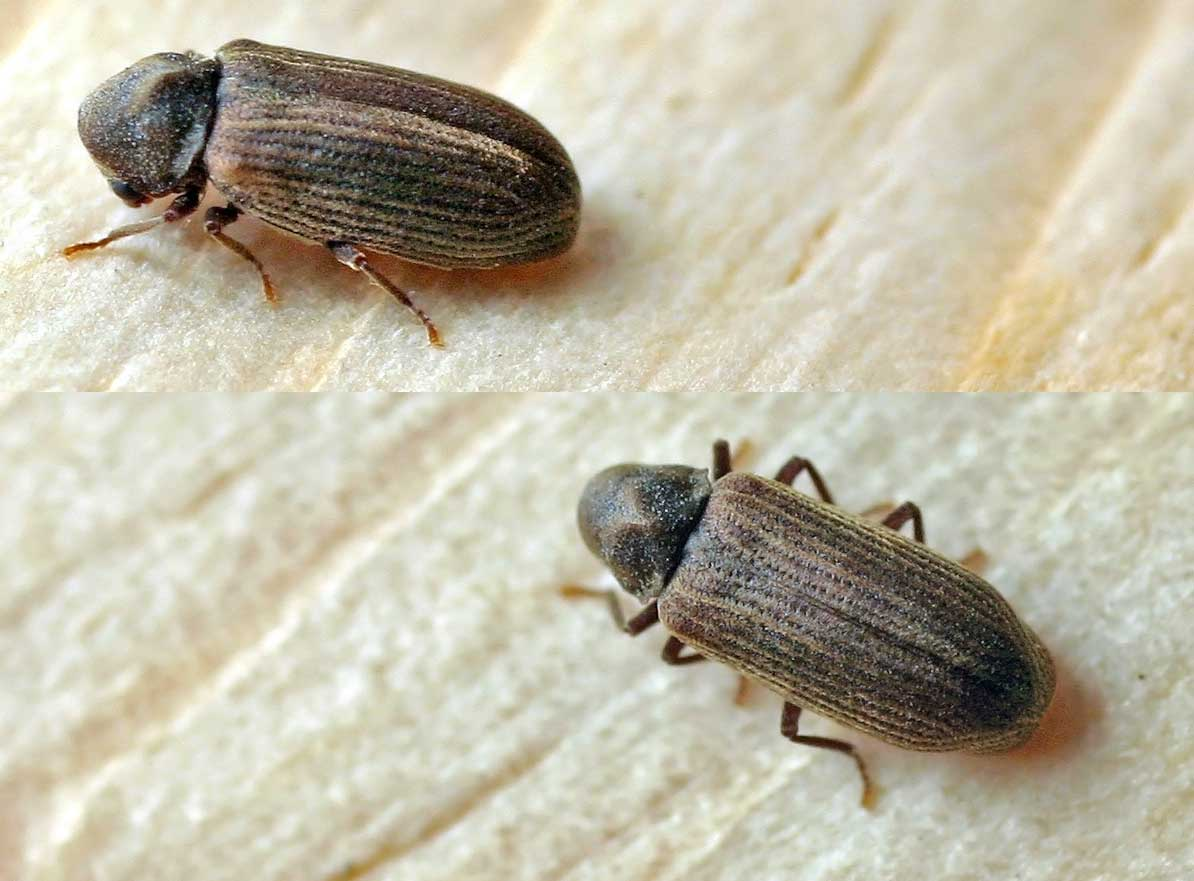
La petite vrillette petit coléoptère responsable de nombreux dégâts sur du mobilier en bois.
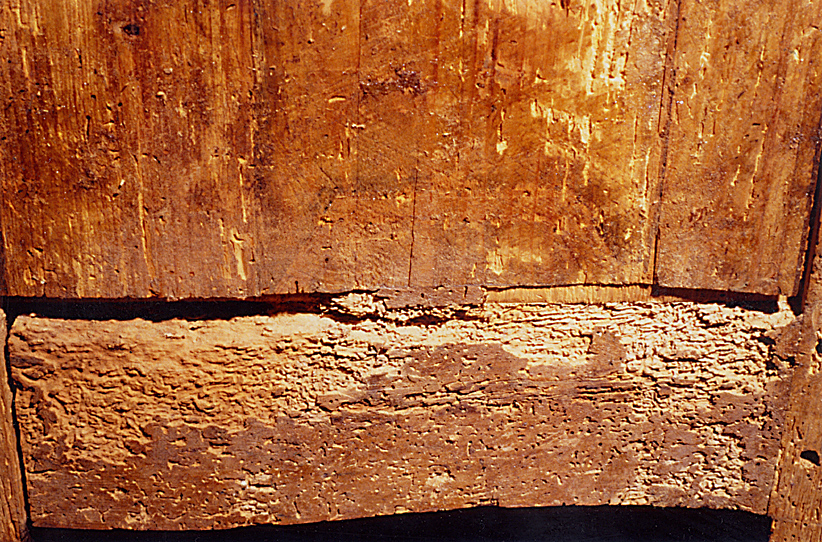
Commode marquetée attaquée par les insectes xylophages.
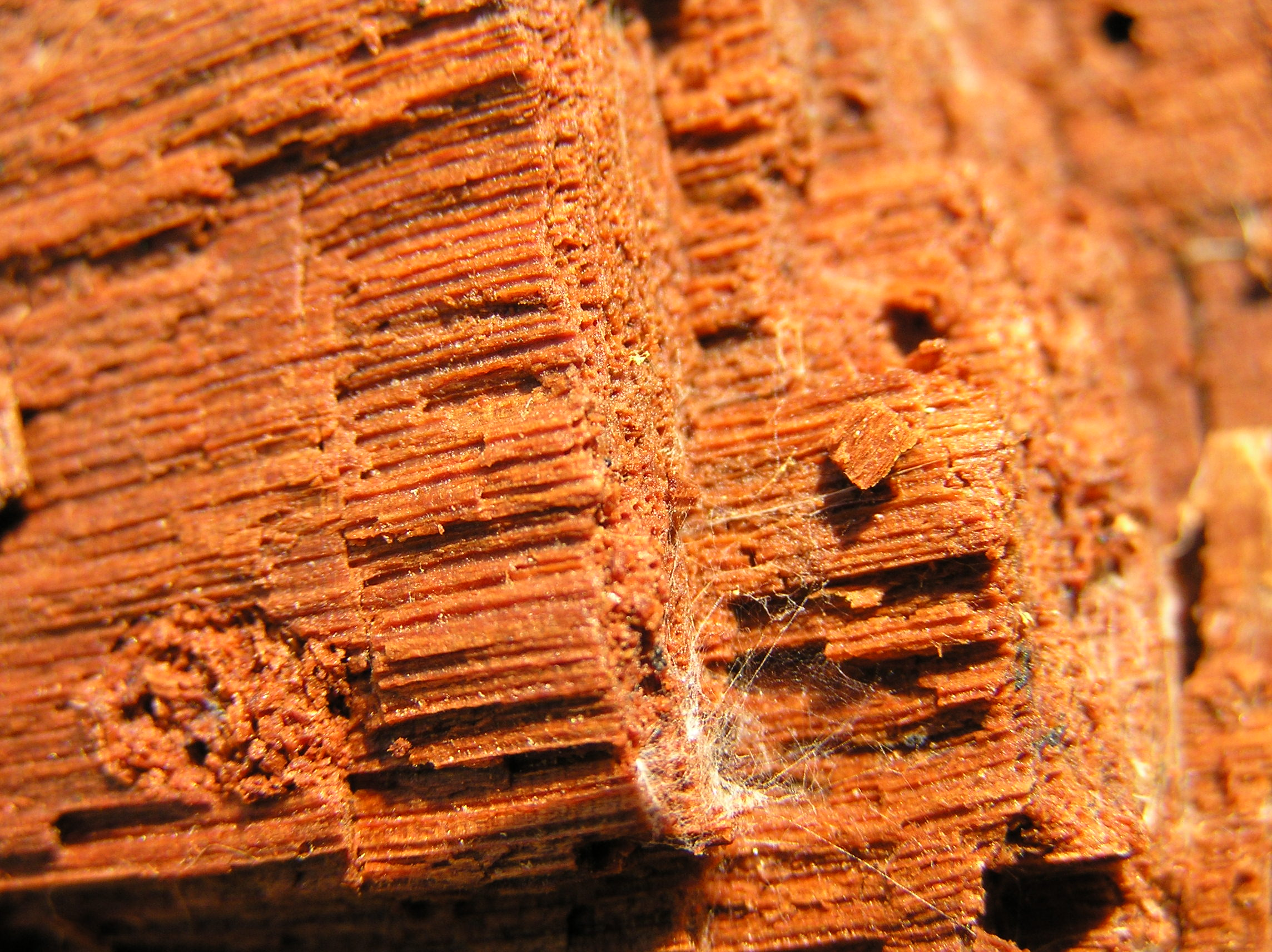
Pourriture cubique.

## Restauration
« Le travail du restaurateur est le plus ingrat qu’il soit. Dans le meilleur des cas, il passe inaperçu. Lorsqu’il fait du bon travail, le restaurateur se voit qualifier de faussaire, lorsque son ouvrage n’est pas satisfaisant, il est traité avec mépris pour avoir trahi l’œuvre d’art. Son talent est indiscutable, ses limites tout aussi évidentes. Le jugement porté sur le travail des restaurateurs est encore moins fiable que celui exprimé sur les œuvres d’art. C’est tout dire... »

— Max Jakob Friedländer, Von Kunst und Kennerschaft (titre français De l'art et du connaisseur)

### Définition
Le but et les moyens mis en œuvre pour une restauration dépendent de sa finalité. Pour les restaurateurs, cette finalité se résume à :
- La restauration "type musée" ;
- La restauration haut de gamme pour les particuliers ;
- la restauration classique.

« Type musée » : pour un siège, la restauration "type musée" s'attachera presque exclusivement à l'aspect extérieur sans toucher obligatoirement à la solidité mécanique. Dans un musée, la cordelette interdit l’usage du siège comme du côté mécanique des commodes, bureaux etc.
Pour cette restauration, la recherche historique sera donc primordiale que ce soit dans le décor en bois (sculpture, mouluration) ou de la garniture.
Concernant la solidité des assemblages, la priorité sera donnée à la préservation de l’intégralité des éléments constitutifs de l’ensemble. Son état et sa solidité passant au second plan.
« Restauration haut de gamme » : la notion financière intervient malheureusement beaucoup. L’économie a un rôle trop important en matière de restauration. Il paraît évident de ne pas investir des sommes inconsidérées pour un meuble bas de gamme mais il est également dommageable d’investir insuffisamment pour un objet de qualité.
Cela signifie qu’il faut pour un particulier avoir des moyens financiers pour entretenir un patrimoine. Le restaurateur est donc confronté au dilemme que le particulier lui apporte lorsqu’il lui demande de faire « a minima » sur un objet haut de gamme.
Dans le cas de figure ou le budget ne permet pas une réelle restauration, il faudra intervenir en conservation.
Dans le cadre idéal, le restaurateur commencera par un état en liaison avec le propriétaire et la cotraitance : marbrier, bronzier, serrurier, doreur, relieur, vernisseur… Un dossier photo sera établi puis un devis.
Le grand principe qui devra guider le restaurateur sera de ne pas se contenter de « refaire beau » mais d’aller chercher la cause de la détérioration visible comme en médecine où le calmant ne devra cacher la maladie.
Cela implique souvent le démontage afin d’arriver au cœur de l’objet que ce soit pour les feuillures de garnitures d’un siège comme le déplaquage pour une marqueterie afin d'arriver à l'âme fendue. Le danger étant aussi de pratiquer des opérations inutiles sur des marqueteries fragiles.
Ces opérations complètes permettent de reprendre la fonctionnalité des objets à partir d’un bâti cohérent. Ce terme reviendra souvent car il est celui qui reflète le mieux l’état d’esprit du restaurateur. L’objet est cohérent par rapport à son époque, à son style, à son âge, à sa vétusté et à ce que l’on en fait sans en faire un objet neuf. C’est dans cet équilibre fragile que le travail de qualité s’opère.

#### Mise en œuvre

##### Meuble massif
Les assemblages les plus communs sont le tenon et mortaise, la queue d’aronde, l’assemblage à mi-bois, la rainure et languette et le chevillage.
Le tenon : Façon de faire joindre une traverse dans un montant.
Le dégât le plus souvent observé est la cassure de la partie du tenon au-delà du chevillage.

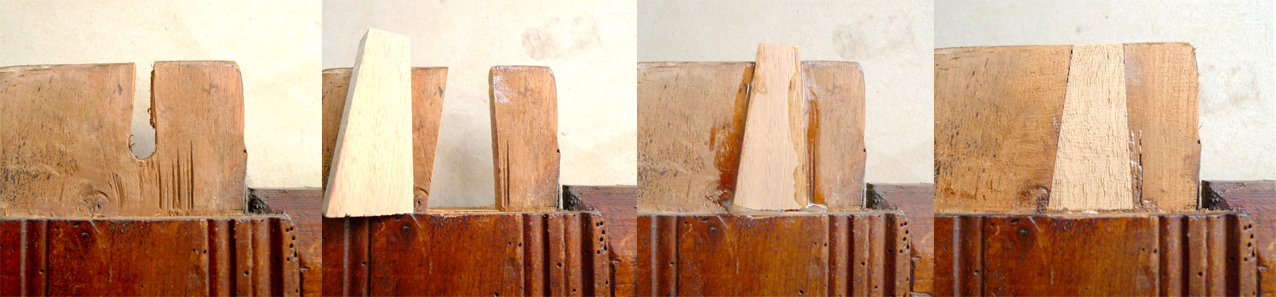
Façon de réparer un tenon cassé.

La seule et unique solution consiste à reconstituer le tenon par une pièce un bois homogène (hêtre par exemple) résistant à l’arrachage et donc en queue d’aronde. (voir illustration)
L’autre partie comporte souvent un arrachage sur les joues de la mortaise allant d’un trou de cheville à l’autre. Une traverse étant généralement bloquée par deux chevilles afin d’éviter le phénomène de pivot, d’axe.
Tiroirs : selon les époques, le tiroir est monté différemment : le fond est cloué sous les quatre éléments : côtés, façade, arrière soit dans des rainures de la façade et des côtés, puis cloué sous l’arrière (afin que la dilatation tangentielle puisse s’opérer sans déformer le tiroir).
Dans le cas de rainures, le démontage du tiroir est la solution afin de pouvoir supprimer au rabot la partie usée par le coulissage sur les côtés.
Une pièce de même essence sera faite afin de rétablir la hauteur du côté comme à l’origine. Dans le cas d’usure importante, il arrive que cette pièce doive prendre aussi tout ou partie de la rainure.
Une fois affleurée, cette pièce fera retrouver au côté sa hauteur d’origine.

## Dérestauration

### Définition
Nous trouvons fréquemment des opérations de restauration (réparation) faites de bonne foi il y a fort longtemps sans tenir compte du passé, de l’histoire de l’objet, et de la déontologie.
Le restaurateur se trouve alors confronté à un dilemme : tout enlever et refaire ou bien aménager au mieux. Le grand problème est qu’il est rarement possible de trouver l’objet original en supprimant l’intervention.
En peinture, lorsque le repeint est délicatement enlevé, il est fréquent de retrouver l’œuvre originale dessous. En mobilier, ce ne sont pas des strates mais des remplacements d’éléments. La vraie question que le restaurateur doit se poser est : est-ce qu’enlever redonnera une valeur à la fois historique et esthétique ou est-ce que la modification entre dans l’histoire ?
En matière architecturale, le débat est clos : personne n’envisage de retrouver le roman en supprimant le gothique. Plus près de nous, le cas de Viollet-le-Duc est pertinent à étudier : nombre d’éléments apocryphes sur Notre-Dame de Paris pourraient, pour des puristes, être éliminés (les chimères par exemple qui sont des apports purement XIXe et n'ayant jamais existé au Moyen Âge). Mais cela ne rendrait pas la cathédrale dans son état d’origine. Concernant la flèche de Viollet-le-Duc, nul ne prétendrait aujourd’hui qu’elle ne fait partie de l’histoire du bâtiment.
Cela signifie que les objets aussi ont une vie et que le restaurateur ne peut avoir la prétention de détenir une vérité.
La dérestauration est donc une étape délicate ou l’étude de ce qui reste en authenticité doit être mis en parallèle avec les moyens à mettre en œuvre pour y accéder.
La réversibilité acquise aujourd’hui comme une notion « normale » permettra aux générations futures de ne plus avoir ce problème de ne pouvoir dérestaurer sans détruire.

## Formations
En France
En France, l'éducation nationale propose plusieurs formations pour devenir restaurateur. La formation classique commence par l'apprentissage des bases de l'ébénisterie avec un certificat d'aptitude professionnelle (CAP, niveau V) suivi d'un brevet des métiers d'art (BMA, niveau IV) et/ou un Baccalauréat professionnel pour ensuite terminer par un Diplôme des métiers d'art (DMA, niveau III). Il existe aussi des formations complémentaires de niveau II telles des licences et maîtrises et DSAA. Au niveau I, il existe le Master conservation restauration des biens culturels dispensé à l'Université Paris I Panthéon-Sorbonne.
Dans le cadre de la formation professionnelle continue, des initiations à la restauration sont proposés.
Au Royaume-Uni
Au Royaume-Uni on trouve les formations Bachelor of Arts (BA) Conservation, Restoration and Decorative Arts et Master of Arts Furniture Conservation, Restoration & Decorative Arts